# Дюдяев, Сергей Васильевич
Сергей Васильевич Дюдяев (род. 25 января 1962, Рязань) — советский борец классического стиля, чемпион и призёр чемпионатов СССР и Европы, чемпион мира, обладатель Кубка мира, заслуженный мастер спорта СССР (1986).

## Биография
Выпускник Новочеркасского инженерно-мелиоративного института. Выступал за клуб СКА (Ростов-на-Дону). Тренировался под руководством Г. Толстопятенко. В 1988 году оставил большой спорт.

## Спортивные результаты
- Чемпионат СССР по классической борьбе 1982 года — ;
- Классическая борьба на летней Спартакиаде народов СССР 1983 года — ;
- Чемпионат СССР по классической борьбе 1985 года — ;